# Walter Ponsonby (7e comte de Bessborough)
Walter William Brabazon Ponsonby, 7e comte de Bessborough (13 août 1821 - 24 février 1906) est un homme politique, homme d'église et pair anglo-irlandais.

## Biographie
Il fait ses études à la Harrow School et Trinity College, Cambridge Entre 1846 et 1894, il est recteur des paroisses de Canford Magna, Wiltshire; Bière Ferris, Devon; Marston Bigot, Somerset; et Stutton, Suffolk. 
Le 15 janvier 1850, il épouse Louisa Susan Cornwallis Eliot, fille d'Edward Eliot (3e comte de St Germans), et de son épouse Jemima Cornwallis. Ensemble ils ont huit enfants: 
- Edward Ponsonby (8e comte de Bessborough) (1er mars 1851 - 1er décembre 1920)
- Maria Ponsonby (née vers 1852, décédée le 19 novembre 1949)
- Cyril Walter Ponsonby (8 septembre 1853 - 29 novembre 1927) - marié à Emily H Eyre Addington
- Granville Ponsonby (13 septembre 1854 - 24 février 1924) - marié à Mabel Jackson
- Arthur Cornwallis Ponsonby (8 janvier 1856 - 25 avril 1918) - marié à Kathleen Eva Sillery
- Ethel Jemima Ponsonby (8 avril 1857 - 22 juin 1940) - mariée à George Somerset (3e baron Raglan)
- Walter Gerald Ponsonby (31 juillet 1859 - 28 avril 1934)
- Sara Kathleen Ponsonby (décédée le 10 juin 1936) - mariée au major Charles Lancelot Andrews Skinner